# 亞倫·賈吉
亞倫·詹姆斯·賈吉（英語：Aaron James Judge，1992年4月26日—），外號「法官」，為美國職棒大聯盟選手，現效力於紐約洋基隊，守備位置為外野。賈吉在新秀年（2017年）獲全票數通過成為年度新人王，並在年度最有價值球員票選中獲得第二名。
賈吉大聯盟初登板於2016年，在首打席便擊出了全壘打。賈吉在2017的新秀年更有破紀錄的表現，他獲選進入明星賽，並於全壘打大賽中獲勝，成為第一個達成此成就的新秀。他於該年擊出了52支全壘打，破了大聯盟新秀全壘打的紀錄。他是在2017的四月、五月獲選美聯最佳新秀，更獲選六月和九月的美聯月度最佳球員。
2022年10月4日，賈吉在球季第161場比賽擊出個人單季第62支全壘打，刷新了美聯歷史紀錄。

## 經歷

### 小聯盟
2013年選秀會，被紐約洋基在首輪第32順位選中。2015年名列美國職棒大聯盟百大新秀第69名。2016年在3A，出賽93場，繳出19發全壘打、65打點，打擊率2成70。

### 2016年
賈吉在8月13日升上大聯盟，於首打席便擊出全壘打，在他前一棒次的泰勒·奧斯汀也於首打席擊出全壘打，這是大聯盟史上第一次兩位新秀球員於同一場比賽擊出生涯首打席的全壘打。2016年共出賽27場、84打數中打出4發全壘打，遭三振42次。

### 2017年
2017賽季，賈吉在前兩個月都拿下美聯本月最佳新秀，他一共在其間48場出賽打出了17支全壘打和37分打點。

6月10日，賈吉擊出一支脫離速率121.1英里每小時（194.9每小時）的全壘打，刷新MLB使用Statcast以來的紀錄。隔天他打了一支495英尺的全壘打。賈吉在2017全壘打大賽三輪一共擊出47支全壘打，贏得冠軍。

2017年 -- 09月26日，對堪薩斯皇家達成本季第50轟，超越馬克·麥奎爾菜鳥紀錄，當日法官以雙響炮達成此記錄。10月1日，對多倫多藍鳥達成本季第52轟，把原先超越馬克·麥奎爾的菜鳥紀錄再往上推，樹立新的紀錄障礙。
2017洋基隊晉級季後賽。在對戰雙城的外卡戰中，賈吉擊出了生涯季後賽首發全壘打，幫助洋基隊以8:4獲勝晉級美聯分區賽。在對戰印地安人的分區賽第三場，他沒收了法蘭西斯科·林多爾一發全壘打，保持了當時0比0的僵局，也有助於洋基隊最後的逆轉。在對戰太空人隊的美聯冠軍賽當中，賈吉一共擊出三發全壘打。

### 2018年
03月31日，賈吉首次在大聯盟於中外野先發。成為大聯盟有史以來身高最高和體重最重的中外野手。
04月16日，賈吉超越馬克·麥奎爾，成為大聯盟最快達到60轟的球員，總共只花了197場比賽。
06月5日，賈吉領到了Ｋ鐵支（四次三振），他在對戰底特律老虎的一日二連戰中，更吞了8次三振，成為大聯盟唯一一個一天被三振八次以上的球員。
06月29日，賈吉成為史上最快在主場累計50轟的球員（於洋基球場出賽134場比賽）
.277的打擊率和58分打點，讓Judge獲選美國職棒明星賽的先發外野手資格，當年另外兩位是穆奇·貝茲和麥可·楚奧特，被喻為史上數一數二強的外野陣容。他也是第五位生涯前兩年都獲得明星賽先發的洋基球員，在他先前的球員有：貝比·魯斯, 盧·賈里格, 喬·迪馬喬和雷夫提·高梅茲。賈吉於第二局打出全壘打，成為自米奇·曼托以來在明星賽開轟的最年輕洋基球員。
07月26日，賈吉被皇家隊投手Jacob Junis的觸身球砸中右手腕，進入傷兵名單。

### 2022年
洋基隊和賈吉是否提前續約的議題，在2022年球季開打之前受到球界的關注，最終雙方沒有達成協議。洋基總管布萊恩·凱許曼透露，球隊除了在仲裁上開出17,000,000美元的價格外，也給了賈吉7年213,500,000美元的延長合約報價。至於賈吉始終未公開說明個人是否已接種COVID-19疫苗的情況，是否會影響合約的談判，凱許曼對此不願評論。6月24日，賈吉和球隊以1年19,000,000美元達成共識，雙方得以免於薪資仲裁庭的手段。此外如果賈吉獲得季賽最有價值球員獎，或者當屆世界大賽最有價值球員獎，還能額外再獲得激勵獎金（各250,000美元）。
7月30日，賈吉在堪薩斯市皇家隊的喬納森·希斯利手中打出兩分砲，本季第42轟，也是個人生涯第200轟。這一發全壘打使他成為歷史上第二快打出個人第200支全壘打的打者。
8月29日，在對陣洛杉磯天使隊的比賽中，賈吉擊出個人單季第50支全壘打。這一發全壘打的飛行距離達434英尺，使他成為大聯盟史上第10位，也是洋基隊隊史第3位在多個賽季都能擊出至少50轟的球員。
9月7日，洋基和明尼蘇達雙城進行雙重戰。賈吉在當天第一場比賽中，從新秀先發投手路易·瓦蘭德手中擊出個人單季第55支全壘打，成為大聯盟史上第4位在單季打出55轟，同時盜壘15次以上的球員。
9月20日，賈吉在主場從匹茲堡海盜隊的威爾·克羅手中擊出全壘打，成為美國聯盟第三位在單季擊出60轟的球員。他還是洋基隊史最快完成60轟的球員，僅147場就達成。
9月28日，賈吉從多倫多藍鳥隊的提姆·梅薩手中擊出單季第61支全壘打，追平羅傑·馬里斯在1961年所創下的美聯紀錄。
10月4日，賈吉對德州遊騎兵隊的赫蘇斯·蒂諾科擊出單季第62支全壘打，刷新原由馬里斯持有的紀錄。
12月6日，賈吉與紐約洋基簽下九年3.6億美金續約。

## 生涯成績

### 年度打擊成績
|           |           |     |      |      |     |      |     |   |     |      |     |    |    |   |    |     |    |    |      |     |      |      |      | OPS   | OPS+ |
| --------- | --------- | --- | ---- | ---- | --- | ---- | --- | - | --- | ---- | --- | -- | -- | - | -- | --- | -- | -- | ---- | --- | ---- | ---- | ---- | ----- | ---- |
| 2016年    | NYY       | 27  | 95   | 84   | 10  | 15   | 2   | 0 | 4   | 29   | 10  | 0  | 1  | 0 | 1  | 9   | 0  | 1  | 42   | 2   | .179 | .263 | .345 | .608  | 61   |
| 2017年    | NYY       | 155 | 678  | 542  | 128 | 154  | 24  | 3 | 52  | 340  | 114 | 9  | 4  | 0 | 4  | 127 | 11 | 5  | 208  | 15  | .284 | .422 | .627 | 1.049 | 171  |
| 2018年    | NYY       | 112 | 498  | 413  | 77  | 115  | 22  | 0 | 27  | 218  | 67  | 6  | 3  | 0 | 5  | 76  | 3  | 4  | 152  | 10  | .278 | .392 | .528 | .919  | 150  |
| 2019年    | NYY       | 102 | 447  | 378  | 75  | 103  | 18  | 1 | 27  | 204  | 55  | 3  | 2  | 0 | 1  | 64  | 4  | 3  | 141  | 11  | .272 | .381 | .540 | .921  | 143  |
| 2020年    | NYY       | 28  | 114  | 101  | 23  | 23   | 3   | 0 | 9   | 56   | 22  | 0  | 1  | 0 | 0  | 64  | 0  | 2  | 32   | 5   | .257 | .336 | .554 | .891  | 143  |
| 2021年    | NYY       | 148 | 633  | 550  | 89  | 158  | 24  | 0 | 39  | 299  | 98  | 6  | 1  | 0 | 5  | 75  | 2  | 3  | 158  | 16  | .287 | .373 | .544 | .916  | 149  |
| 2022年    | NYY       | 157 | 696  | 570  | 133 | 177  | 28  | 0 | 62  | 391  | 131 | 16 | 3  | 0 | 5  | 111 | 19 | 6  | 175  | 14  | .311 | .425 | .686 | 1.111 | 210  |
| 2023年    | NYY       | 106 | 458  | 367  | 79  | 98   | 16  | 0 | 37  | 225  | 75  | 3  | 1  | 0 | 3  | 88  | 9  | 0  | 130  | 5   | .267 | .406 | .613 | 1.019 | 175  |
| 2024年    | NYY       | 158 | 704  | 559  | 122 | 180  | 36  | 1 | 58  | 392  | 144 | 10 | 0  | 0 | 2  | 133 | 20 | 9  | 171  | 22  | .322 | .458 | .701 | 1.159 | 223  |
| 通算：9年 | 通算：9年 | 993 | 4323 | 3564 | 736 | 1026 | 173 | 5 | 315 | 2154 | 716 | 53 | 16 | 0 | 26 | 693 | 68 | 33 | 1209 | 100 | .288 | .406 | .604 | 1.010 | 173  |

- 2024年度球季結束時
- 各年度的粗體字為該聯盟最高

## 軼事
- 賈吉的名字與英文的「法官」相同，不僅成為球迷間的綽號，球團行銷時也將腦筋動到這個方向。
- 5月23日，過去鮮少為單一球星設置專屬座位的洋基，正式推出賈吉專屬的加油區。共3排，一排6個座位。為了符合法官公正廉明的形象，由球團隨機挑選，花大錢也不一定坐得上去。對於球團對自己的賣力推銷，當事人表示受寵若驚，還笑說以後也想穿法袍上場打球。

## 外部連結
- 球員資訊和成績在MLB ，ESPN ，Retrosheet ，Baseball Reference ，Baseball Reference (Minors) ，Fangraphs ，The Baseball Cube （英文）
- Aaron Judge的X（前Twitter）
- Aaron Judge的Instagram帳戶